# Jardín de los leones
El jardín de los leones (en chino, 狮子林园; pinyin, Shī Zǐ Lín Yuán; también traducido como jardín de la foresta del león) es un destacado jardín chino en Suzhou, provincia de Jiangsu, China que, junto a otros jardines clásicos de Suzhou, fue proclamado Patrimonio de la Humanidad por la UNESCO (el área protegida es de 0,874 ha, con una zona tampón de 4,79 ha). Se encuentra en el n.º 23 de la calle Yuanlin. Este jardín es famoso por la larga y laberíntica cueva de rocas taihu que hay en su centro. El nombre del jardín deriva de la forma de estas rocas, que se dice que parecen leones. 

## Historia

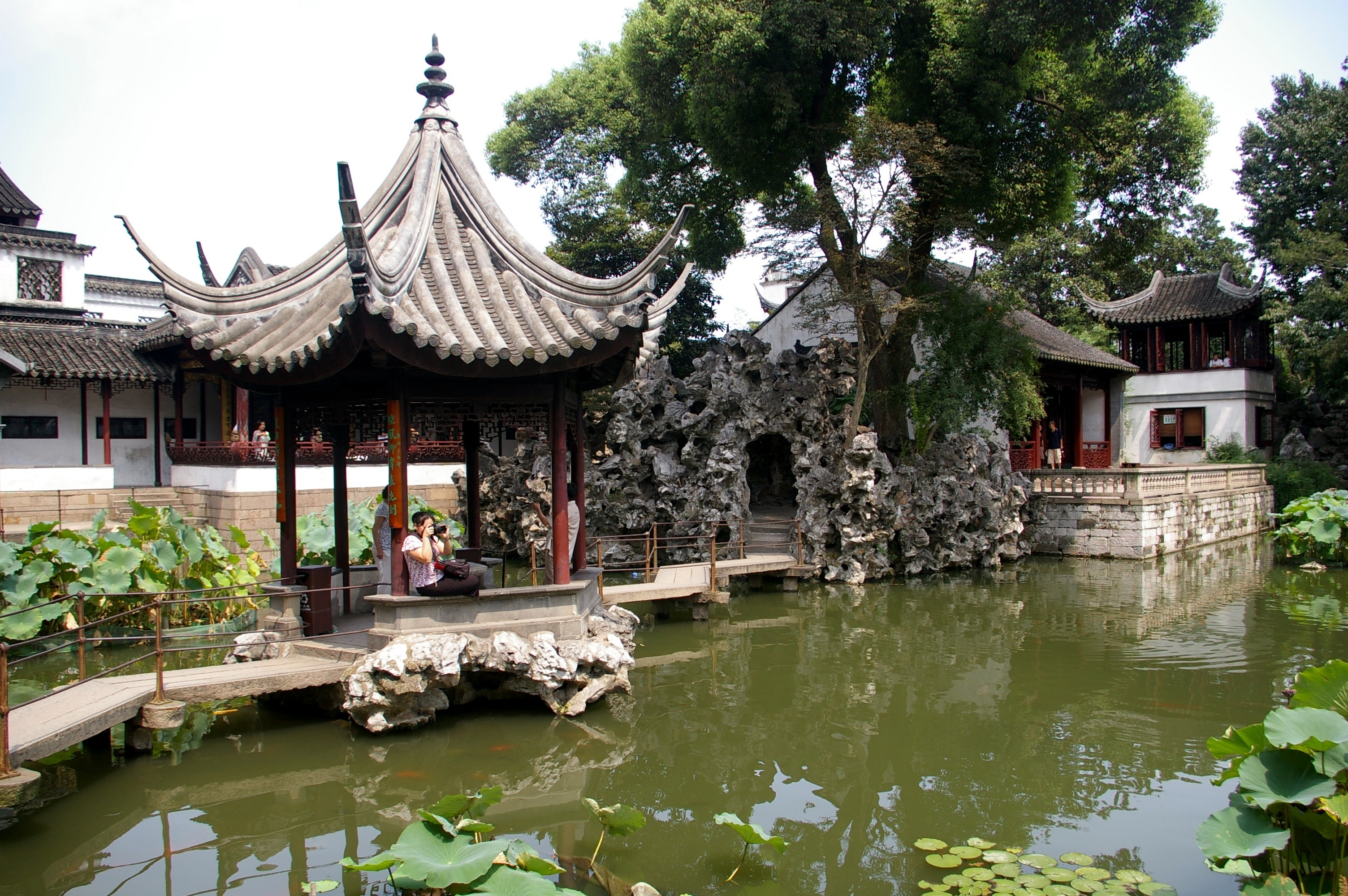
Jardín de la cueva del león.

«De todos los famosos jardines de rocas en la historia, ha sobrevivido uno. Es el llamado "Jardín del león" en Suzhou». El jardín de los leones fue construido en 1342 durante la dinastía Yuan por un monje budista zen llamado Wen Tianru, en memoria de su maestro el abad Zhongfeng. En aquella época el jardín formó parte del monasterio ortodoxo Bodhi (菩提正宗).  El nombre del jardín deriva de la forma de león de las rocas taihu, que a su vez fueron construidas como una referencia al león simbólido en el Sutra del león rugiente. El nombre también hace referencia al pico del León del monte Tianmu en la ciudad de Lin'an, Hangzhou, Zhejiang, donde el abad Zhongfeng alcanzó el nirvana. En esa época, el jardín tenía 6.670 m² y estaba cubierto de roca y bambú. Después de la muerte de Wen Tianru, el jardin decayó, pero en 1589 otro monje budista, Mingxing, reconstruyó el jardín. Un magistrado de Hengzhou compró el jardín y su hijo Huang Xi lo reedificó en 1771. El nombre del jardín cambió entonces por el de "Jardín de los cinco pinos". A partir de 1850, el jardín estuvo de nuevo falto de mantenimiento. En 1917, Bei Runsheng compró el jardín y terminó la restauración en 1926. Muchos edificios y rocas del jardín se han conservado desde la restauración. Según los carteles oficiales que hay en el jardín, la familia Bei "donó" el jardín al gobierno chino en 1949. Estas palabras en los carteles parecen curiosas debido a que toda propiedad privada fue nacionalizada por el Partido comunista ese mismo año. El jardín no se abrió al público hasta el año 1956.
El diseño del jardín llamó la atención de visitantes famosos, como el pintor Ni Zan, quien creó la pintura Rollo de pintura del bosquecillo del león en 1373. En 1703, el emperador Kangxi visitó el jardín, y en 1765, el emperador Qianlong también visitó el jardín y dejó como regalo una tablilla, Delicia auténtica, inscrita personalmente por él. También hizo que construyeran una réplica del jardín en el jardín Changchun del Palacio de verano y en la Residencia de montaña de Chengde.

## Diseño

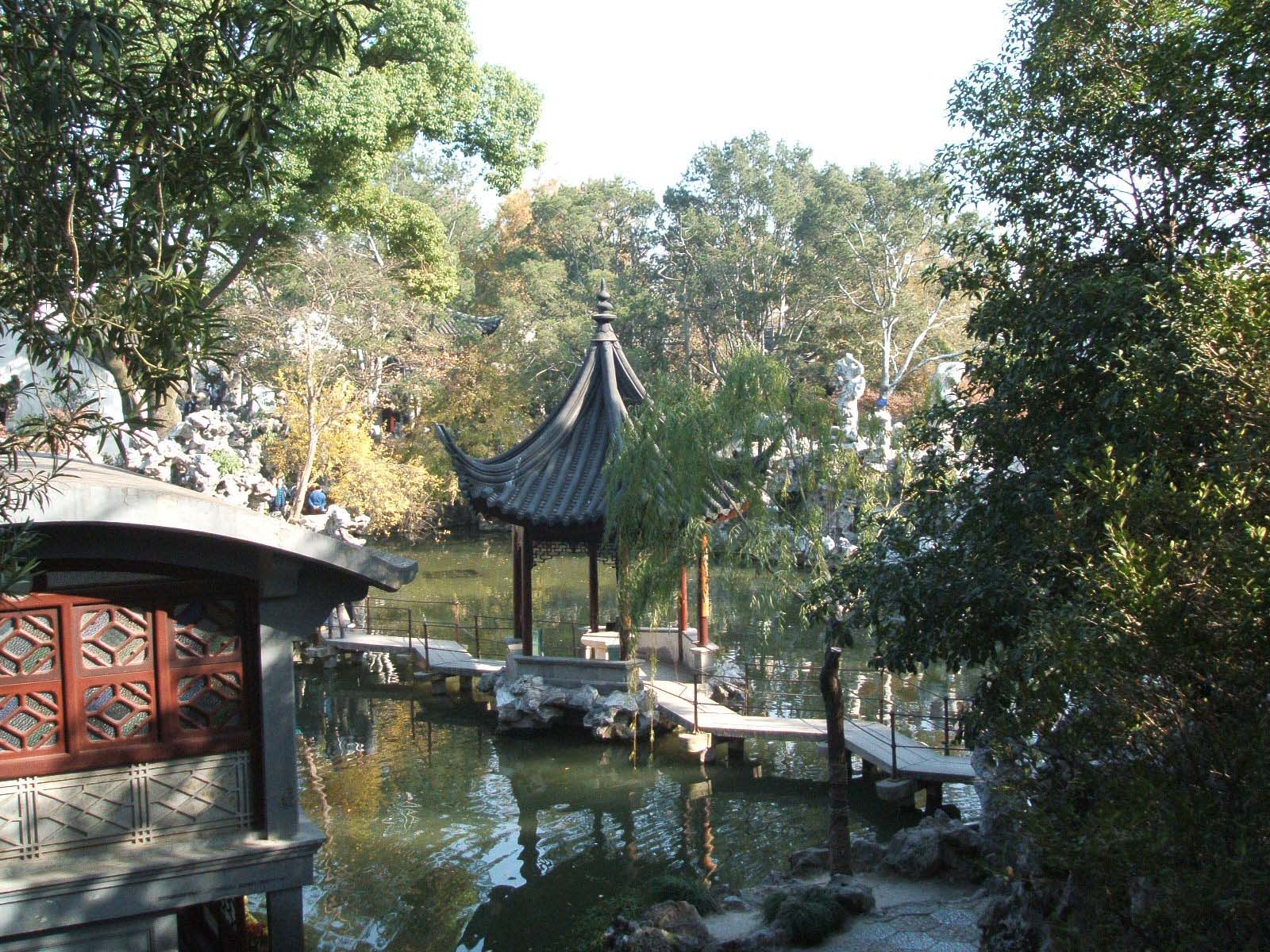
Un puente.

Este jardín tiene 1,1 ha de extensión. Está dividido en dos partes principales, un complejo residencial y una rocalla alrededor de un estanque central. Además de 22 edificios, el jardín cuenta con 25 tablillas, 71 estelas, 5 pantallas talladas en madera y 13 árboles antiguos, algunos de ellos se remontan a la época de la dinastía Yuan. El jardín es famoso sobre todo por su elaborada gruta de rocas taihu. Esta cueva de 1.154 m² contiene un laberinto de nueve senderos que van recorriendo 21 cuevas cruzando tres niveles. El estanque divide la gruta en dos secciones: este y oeste. La entrada formal a la sección occidental se llama "Ocho tácticas de diagrama" ubicada cruzando el "puente del espejo de jade" desde el revoque de la Sala del ciprés. los picos de piedra taihu se encuentran en lo alto de esta gruta. La tracción más famosa de la cueva es el Pico del León, rodeado por otras cuatro piedras - Han Hui, Xuan Yu, Tu Yue, y Ang Xiao - que colectivamente forman los "Famosos cinco picos". Hay una leyenda folclórica sobre los dos inmortales, Li, el del bastón de hierro, y Lü Dongbin, quienes vagabundearon por el laberinto del bosquecillo del león y se perdieron, después de lo cual se sentaron en una cueva a jugar al ajedrez.

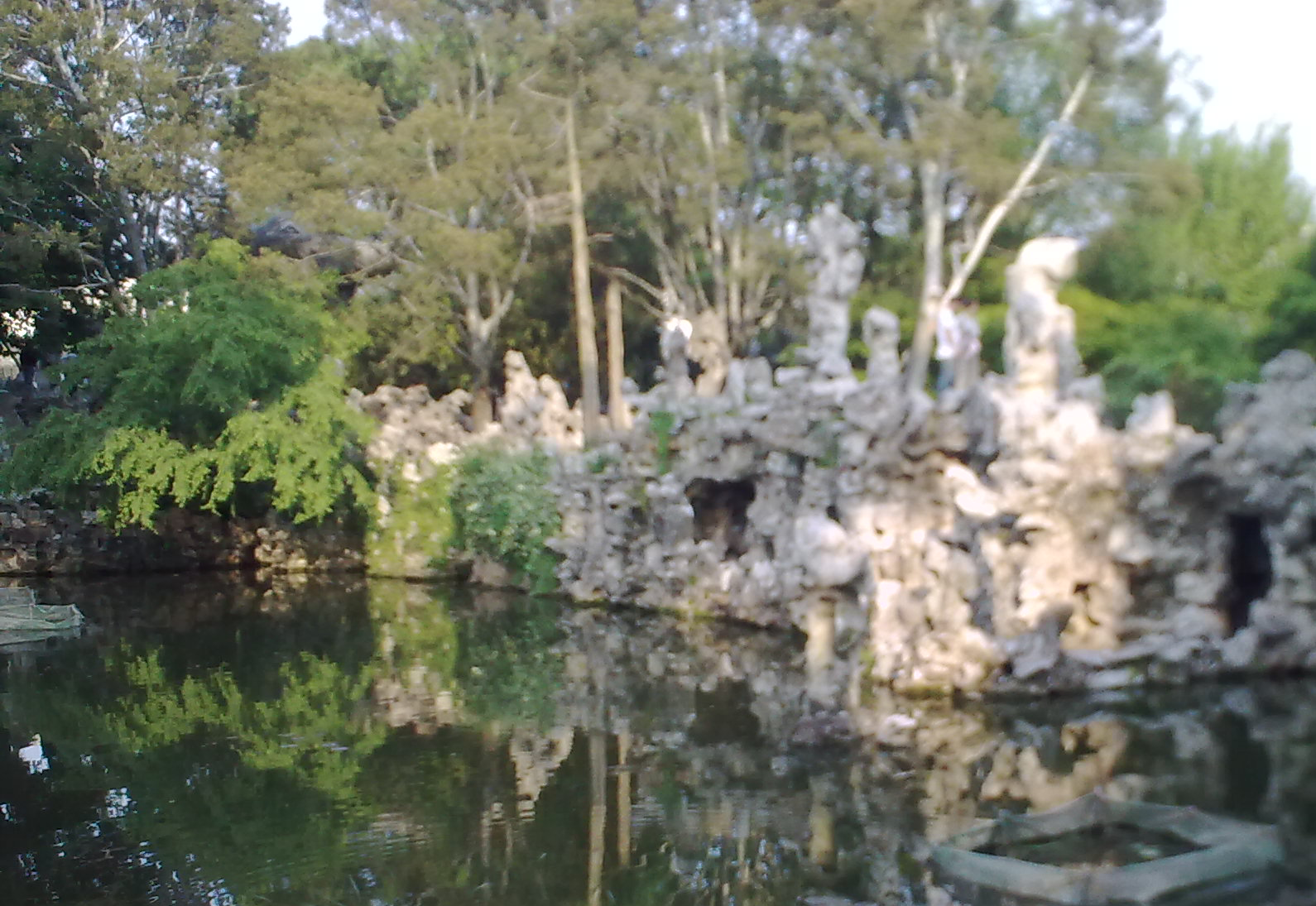
Gruta de roca taihu.
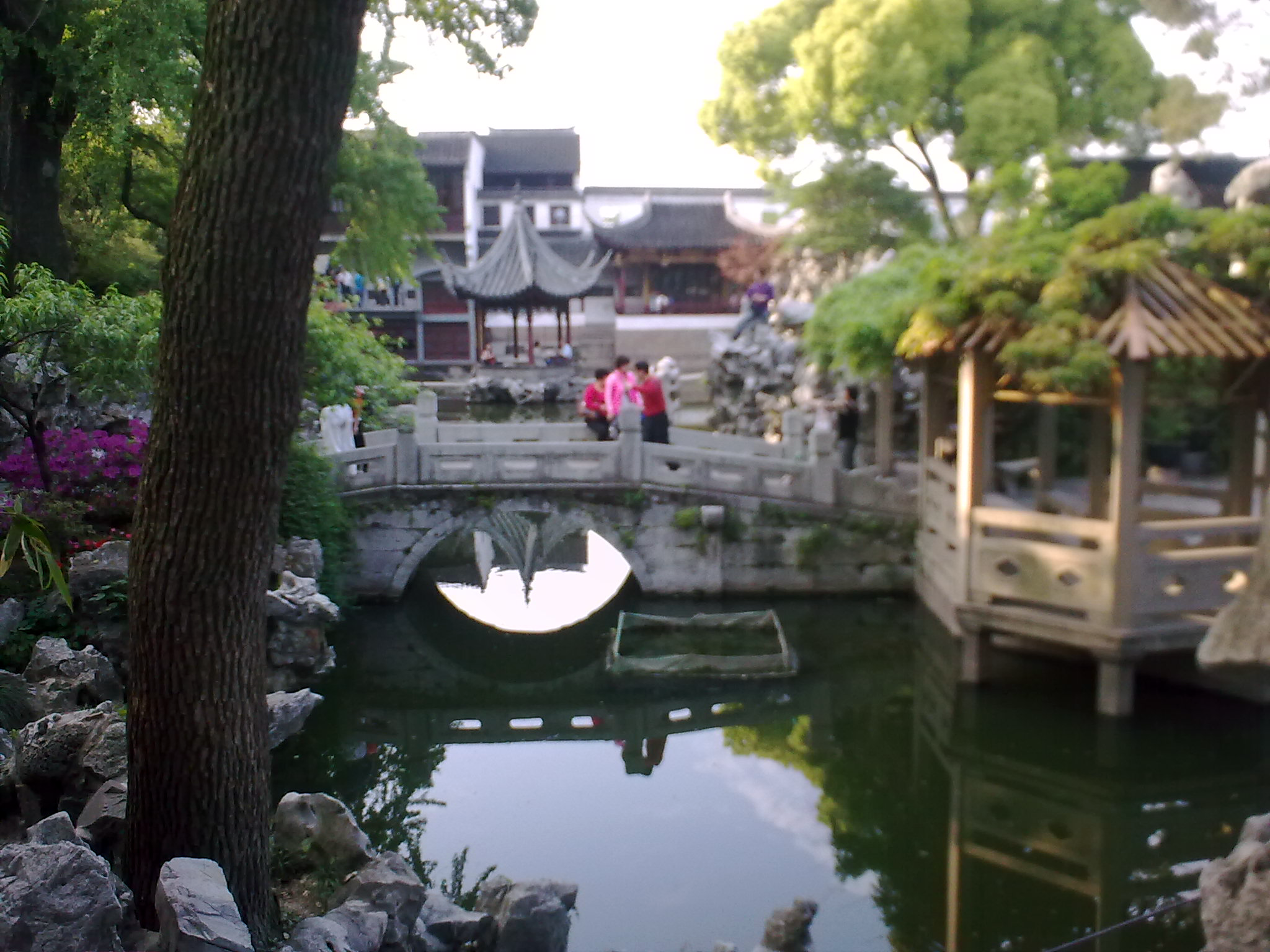
Estanque del Jardín de los leones.
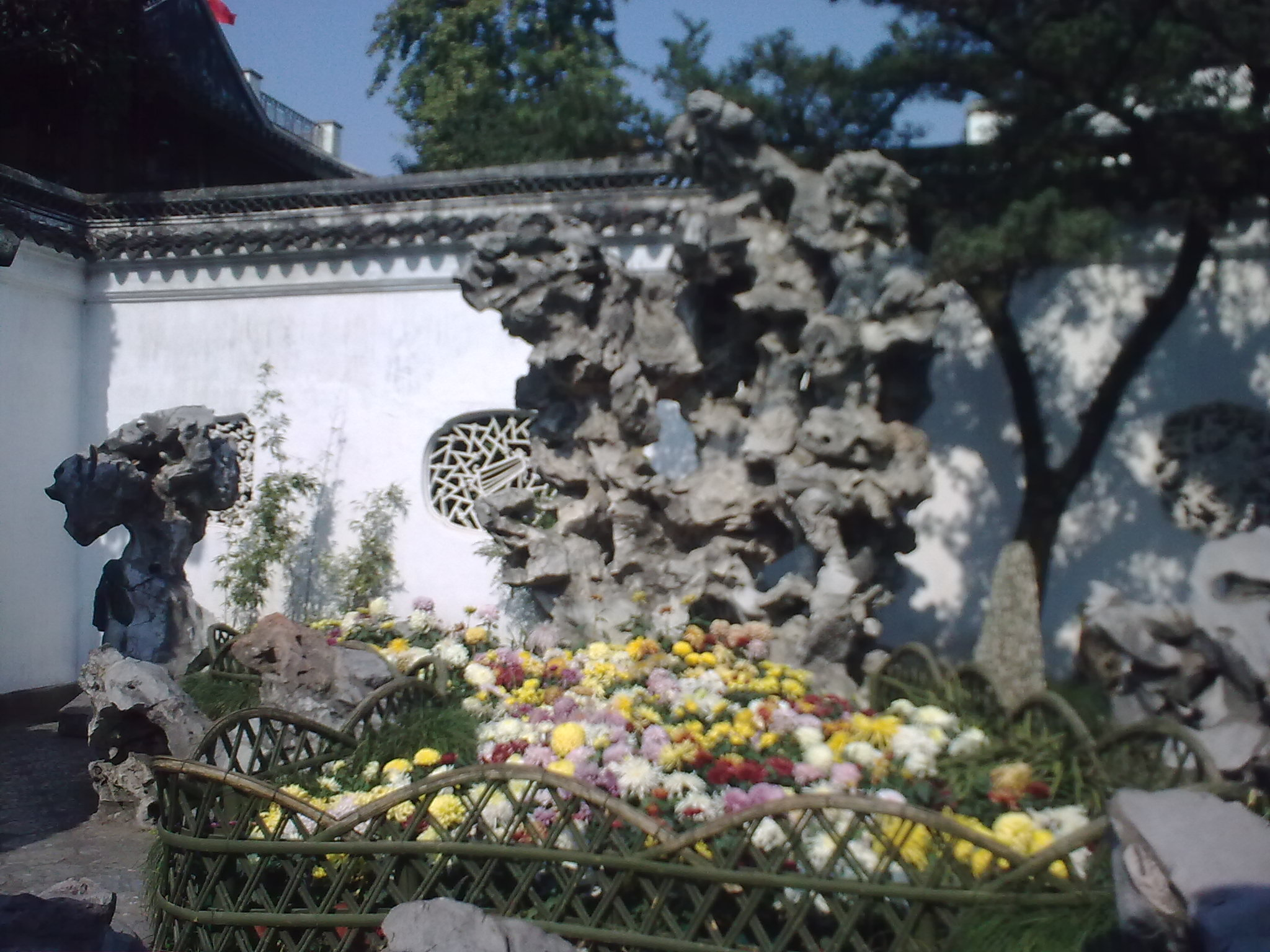
Pico de los nueve leones.
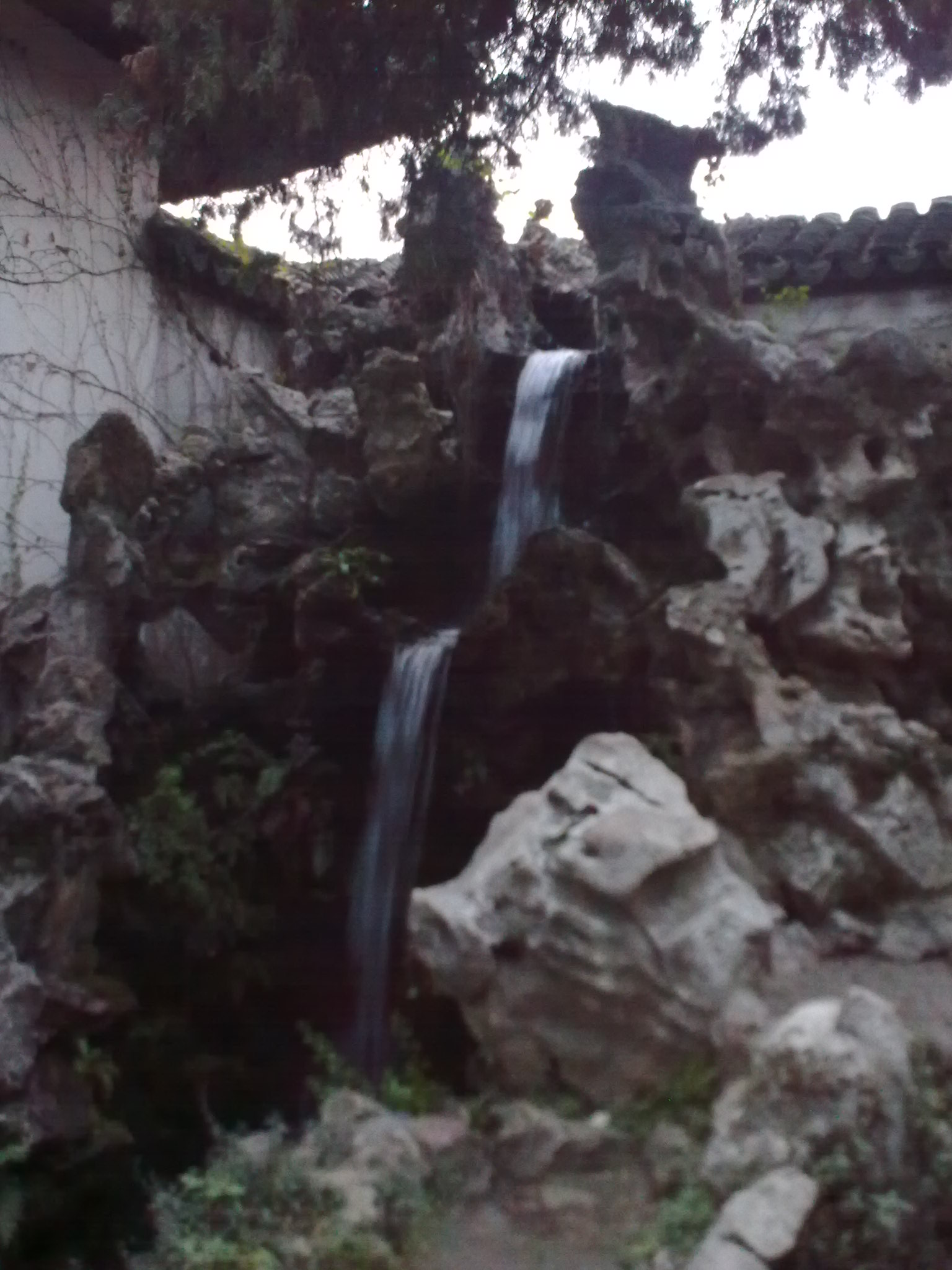
Cascada volante.